# Aongstroemia exigua
Aongstroemia exigua là một loài rêu trong họ Dicranaceae. Loài này được Schwägr. Müll. Hal. mô tả khoa học đầu tiên năm 1848.